# Trams in Overijssel
Van 1885 tot 1948 reden er trams in de Nederlandse provincie Overijssel.

## Paardentram in Zwolle
Tussen 1885 en 1919 reed er in de provinciehoofdstad de Zwolse paardentram.

## Zwolle - Blokzijl
De Spoorweg-Maatschappij Zwolle - Blokzijl (ZB) exploiteerde van 1914 tot 1934 een stoomtram van Station Zwolle Veerallee via Hasselt, Zwartsluis en Vollenhove naar Blokzijl. Al na twintig jaar werd de tram vervangen door een busdienst.

## Dedemsvaartsche Stoomtramweg-Maatschappij
De Dedemsvaartsche Stoomtramweg-Maatschappij (DSM) exploiteerde vanaf 1886 de tramlijn van Station Dedemsvaart naar Heemse, nabij Hardenberg. Tussen 1895 en 1907 werd het lijnennet uitgebreid tot o.a. Zwolle, Hoogeveen, Coevorden en Ter Apel. In 1936 nam de EDS de exploitatie over.

## Meppel - Balkbrug
In Balkbrug was er aansluiting op de in 1907 geopende Spoorweg-Maatschappij Meppel - Balkbrug (MB), die per stoomtram de verbinding met Meppel verzorgde. Ook deze lijn werd in 1936 door de EDS overgenomen. In 1939 werd de tramlijn vervangen door een busdienst en het spoor opgebroken.

## Eerste Drentsche Stoomtramweg-Maatschappij
De Eerste Drentsche Stoomtramweg-Maatschappij (EDS) exploiteerde vanaf 1903 een aantal stoomtramlijnen in Drenthe. In 1936 nam de EDS de DSM over. Enkele lijnen werden gesloten tussen 1937 en 1940 en vervangen door busdiensten. In Overijssel bleef lijn Zwolle – Klazienaveen nog in bedrijf. In de oorlogsjaren herleefde het tramverkeer op de nog overgebleven lijnen. In 1947/'48 werden de resterende tramlijnen in Drenthe en Overijssel opgeheven en opgebroken en vervangen door busdiensten.

## Deventer – Borculo
Tussen Deventer en Borculo bestond tussen 1885 en 1945 de tramlijn van de Geldersch-Overijsselsche Stoomtram Maatschappij (GOSM). Na vernieling van de bruggen over het Twentekanaal is de lijn na de oorlog niet meer in gebruik gekomen en opgebroken.

## Deventer – Zutphen
Tussen Deventer en Zutphen bestond tussen 1926 en 1945 de tramlijn van de Tramweg-Maatschappij Zutphen-Emmerik (ZE). Na vernieling van de bruggen over het Twentekanaal is de lijn na de oorlog niet meer in gebruik gekomen en opgebroken.

## Oldenzaal – Gronau
Ook in Twente hebben stoomtramlijnen bestaan. De tramlijn Oldenzaal - Gronau exploiteerde een tramdienst van Oldenzaal via Losser naar Gronau. De lijn werd geopend in 1903. Het personenvervoer werd gestaakt in 1936. In 1938 is het gedeelte van Losser naar de grens bij Glane opgebroken, in 1942 volgde de rest van de lijn. Tussen Glanerbrug en Glane werd in 1949 een nieuwe goederenlijn aangelegd en verder (weer) naar Losser. Deze lijn bestond nog tot 1972.

## Oldenzaal – Denekamp
Tussen Oldenzaal en Denekamp bestond de tramlijn Oldenzaal - Denekamp, die ook in 1903 werd geopend. Het personenvervoer werd gestaakt in 1936. De goederendienst eindigde in 1942, toen de lijn moest worden opgebroken.

## Elektrische tram in Enschede
Twente heeft ook een elektrische tram gehad. De Twentsche Electrische Tramweg Maatschappij (TET) opende in 1908 zijn enige tramlijn tussen Station Enschede en de grens bij Glanerbrug. Het was een klein trambedrijf met negen motorwagens, zeven bijwagens en twee goederenwagens op een tramlijn van 7,5 kilometer. Toen de rijksweg tussen Enschede en Glanerbrug verbreed moest worden werd de tramlijn in 1933 opgeheven en vervangen door een busdienst. Het busbedrijf TET bestond tussen 1923 en 1997.